# 웨스트체스터 카운티 센터
웨스트체스터 카운티 센터(영어: Westchester County Center)는 미국 뉴욕주 화이트플레인스에 위치한 실내 경기장이다. 현재 G 리그 웨스트체스터 닉스의 홈경기장으로 사용하고 있으며, 과거 WNBA 뉴욕 리버티의 홈경기장으로 사용했다.